# Marc Molitor
Marc Molitor (* 21. September 1949 in Straßburg) ist ein ehemaliger französischer Fußballspieler.

## Karriere

### Verein
Molitor begann als Jugendlicher in seiner Heimatstadt bei der AS Straßburg mit dem Fußballspielen. Von 1967 bis 1969 spielte er für die Fußballabteilung des Bataillons Joinville, einer Militäreinheit der französischen Armee, in der eingezogene Sportler am professionellen Spielbetrieb der Division 2 und an der Coupe de France teilnehmen konnten.
1969 kehrte er nach Straßburg zurück, wo er in der Division 1 für Racing spielte. Nach dem Abstieg 1971 gelang dem Klub der sofortige Wiederaufstieg. Molitor hatte mit 40 Saisontoren in 27 Spielen daran maßgeblichen Anteil. 1973 wechselte er zum OGC Nizza, wo er bis 1976 spielte.

### Nationalmannschaft
Molitor debütierte am 15. November 1970 im Freundschaftsspiel gegen Belgien im Brüsseler Heysel-Stadion für die Équipe Tricolore und erzielte beide Treffer zum 2:1-Sieg der Franzosen. Bis 1975 bestritt Molitor insgesamt zehn Länderspiele, in denen er vier Tore erzielte.

## Auszeichnungen
- Torschützenkönig der Division 2: 1972